# Дрвенаста биљка
Дрвенаста биљка је свака биљка која, као структурно ткиво, производи дрво, због чега има тврдо стабло. Дрвенасте биљке преживљавају зиму или сушну сезону изнад земље, за разлику од зељастих чији надземни део одумире, а остаје само подземни, из ког се наредне сезоне развија нова биљка.
Према форми раста у дрвнасте биљке убрајају се дрвеће, жбуње и лијане. Дрво је форма која има једно стабло, код жбуна из корена расте више стабала, док лијана има дугачко и танко стабло које расте уз неку подлогу. Основна подела је на зимзелене и листопадне.